# Epimyrma ravouxi
Epimyrma ravouxi är en myrart som först beskrevs av Andre 1896.  Epimyrma ravouxi ingår i släktet Epimyrma och familjen myror. IUCN kategoriserar arten globalt som sårbar. Inga underarter finns listade i Catalogue of Life.